# Shimotsuma, Ibaraki
Shimotsuma (下妻市 Shimotsuma-shi) là một thành phố thuộc tỉnh Ibaraki, Nhật Bản.